# Estación del Báltico
La estación del Báltico (en estonio: Balti jaam) es la principal estación de ferrocarril de Tallin, la capital de Estonia. Todos los trenes de cercanías, larga distancia e internacionales parten de la estación. El edificio original de la estación fue inaugurado en 1870, pero en 1966 se reconstruyó totalmente.
La estación cuenta con siete plataformas, de las cuales dos están situados aparte del resto y sirven tanto para las rutas internacionales Tallin-San Petersburgo o Tallin-Moscú, realizadas por GoRail, como las rutas de larga distancia de Elron a Pärnu o Viljandi. Las plataformas más cerca del edificio de la estación son utilizadas principalmente por los trenes de cercanías o rutas de larga distancia a Tartu o Narva.

## Historia
La estación se encuentra al noroeste del centro histórico (ciudad vieja) de Tallin. La primera estación ferroviaria de Tallin fue construido a finales de la década de 1860 como parte de una línea de ferrocarril entre San Petersburgo-Tallin-Paldiski de 400 km de largo. El primer edificio principal se completó en 1870. Era un edificio de dos pisos construido a partir de piedra caliza con la torre como extrusiones. Durante la Segunda Guerra Mundial, en 1941, el edificio de la estación fue incendiado por el Ejército Rojo y poco después de la guerra, en 1945, se realizaron algunas reformas.
Entre 1960 y 1966, la estación fue reconstruida en un estilo completamente diferente. En 2005, el edificio de la estación fue completamente renovado, se construyó el Hotel Shnelli y se inauguró en las inmediaciones la sede de Ferrocarriles de Estonia (Eesti Raudtee).

## Imágenes

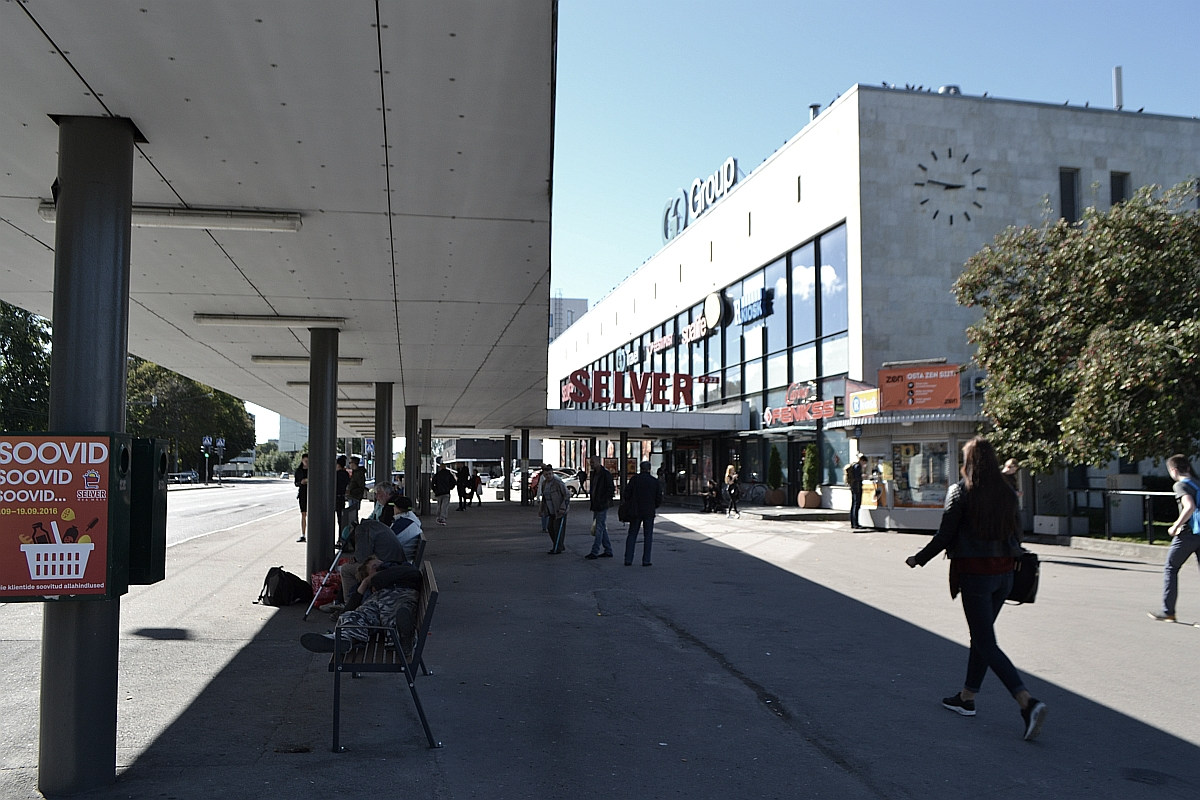
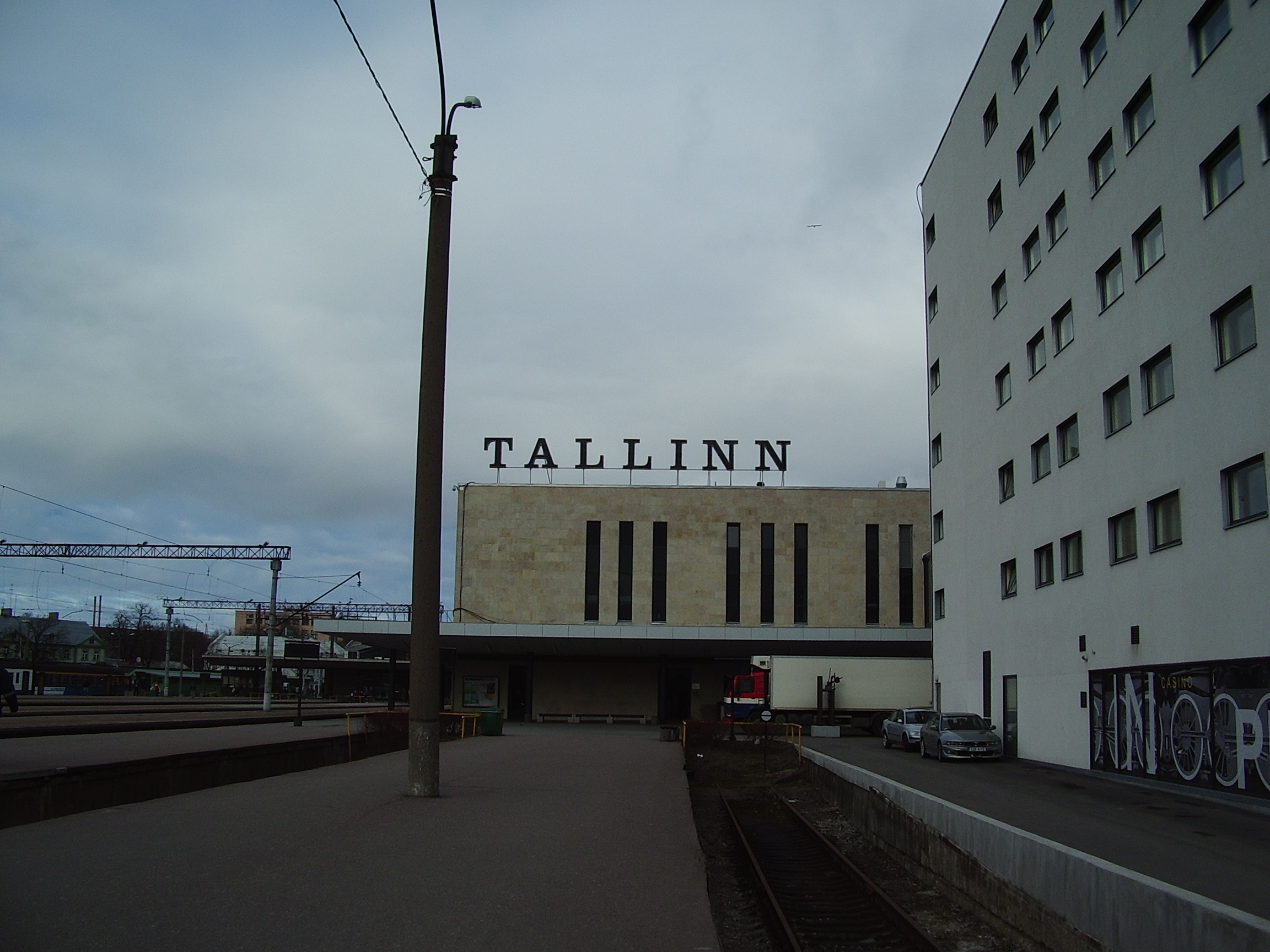
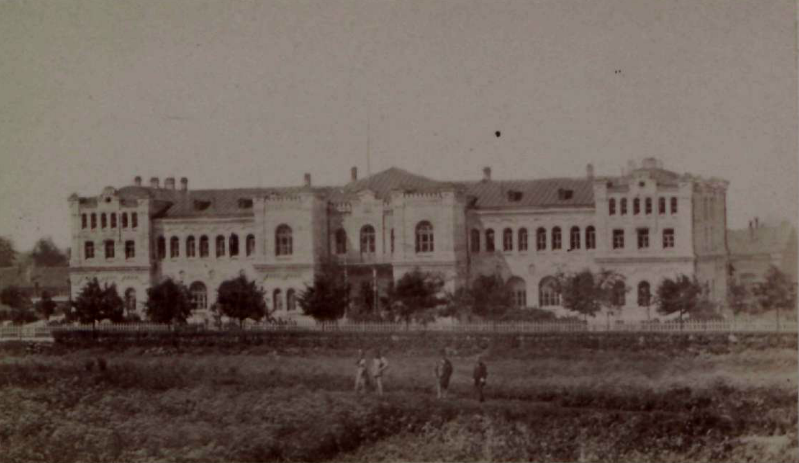
Edificio original